# Softonic
Softonic est un site de téléchargements de logiciels et d'applications basé à Barcelone, en Catalogne, en Espagne. Il a été fondé en 1997 par Tomás Diago et appartient à Softonic International. Softonic.com atteint plus de 100 millions d'utilisateurs par mois en 2011. Dans les années qui suivent, le site est critiqué par les utilisateurs qui signalent l'installation de  Potentially Unwanted Program, avant d'être pénalisé par Google pour référencement abusif.

## Histoire
Softonic est créé en 1997 en tant que service de téléchargement orienté fichier appelé Shareware Intercom chez Intercom Online, un fournisseur de services Internet à Cerdanyola del Vallès, près de Barcelone (Catalogne, Espagne). Les fichiers pour le site Web provenaient à l'origine de la "Files Library Intercom BBS" d'Intercom Online. La société a également commercialisé des CD de sa bibliothèque de logiciels aux utilisateurs fatigués de "devoir attendre la fin des téléchargements ou de payer des factures de téléphone exorbitantes". En 1999, le service était décrit comme proposant un choix généreux "de jeux, d'antivirus, de logiciels éducatifs, etc.". En 2000, la société est devenue indépendante sous le nom de Softonic. En 2004, le portail a été mis à disposition en allemand et en 2005 en anglais. Initialement, le service était uniquement orienté vers les téléchargements de logiciels DOS et Windows mais il a évolué pour proposer des téléchargements de logiciels pour Mac et pour mobiles. 
En 2009 et 2011, le site a été répertorié comme ayant le plus de visiteurs uniques en Espagne par le bureau d'audit OJD Interactiva,.  
Fin 2014, Softonic a annoncé qu'une procédure de réduction des effectifs serait menée pour réduire les coûts, prétendument pour des raisons financières et organisationnelles. En décembre, l'entreprise a officialisé le licenciement de 156 employés. 
En Février 2015, Scott Arpajian, cofondateur de Download.com, est nommé directeur général.       

## Propagation de logiciels malveillants
Le site a été accusé de propager des logiciels malveillants, publicitaires et des virus. Les logiciels téléchargés étaient déployés par des programmes d'installation spécifiques à Softonic, proposant notamment par défaut des suppléments non désirés, comme des barres d'outils difficiles à supprimer. 
De nombreux auteurs de logiciels mettent alors en garde les utilisateurs contre le téléchargement de leurs œuvres  depuis le site de Softonic,. Il est ainsi recommandé de télécharger le logiciel à partir du site web du créateur, Softonic.com et d'autres sites de téléchargement modifiant le code des logiciels publiés sous licence GNU afin de proposer l'installation de programmes indésirables.
En mars 2015, Softonic annonce la suppression de son installeur controversé, Scott Arpajian voulant « regagner la confiance des clients ».     
Cependant le site ne respectant pas les consignes de Google (Google guidelines), l'entreprise américaine pénalise Softonic dans les résultats de son moteur de recherche ; d'abord via son algorithme Panda, puis devant les stratégies de contournement déployées par Softonic (création de millions de pages satellites comme notepad-plus.fr.softonic.com  pour Notepad++), le moteur de recherche lui inflige une pénalité manuelle en 2016.   
En 2020, les avis des utilisateurs restent négatifs.  